# Polizei SV Berlin
Maillots
Dernière mise à jour : 8 mai 2011.
Le Polizei SV Berlin est un club sportif allemand localisé à Berlin.
Ce club compte plus de 3 500 membres répartis au sein de 25 sections sportives différentes.
Depuis 1991 sa section football arrêta ses activités. La majorité de ses membres rejoignirent le 1. FC Gropiusstadt qui prit le nom de Polizei SV Concordia Gropiusstadt.

## Histoire
Le club fut fondé le 1er juin 1921 avec des sections d'athlétisme, de boxe, de football, de handball, de Ju-jitsu et de natation. Il était à l'origine un club sportif créé par et pour les membres des services et police et de leurs familles.
Au fil des années, le PSV Berlin ouvrit de nouvelles sections: hockey sur gazon (1923), cyclisme, tir et équipes de jeunes (1924), motocyclisme, échecs, tennis (1925), bowling, rugby à XV (1927), photographie (1929), section féminine (1930), escrime (1931).
Après l'arrivée au pouvoir des Nazis, le club fut évidemment fortement influencé par le régime dictatorial.
En 1945, le club fut dissous par les Alliés, comme tous les clubs et associations allemands (voir Directive no 23). Il fut reconstitué le 14 juin 1949.
En 1974, l'équipe de football du Polizei SV Berlin fut une des fondatrices de l'Oberliga Berlin, une ligue située au 3e niveau de la hiérarchie du football ouest-allemand. Le club y joua trois saisons puis fut relégué.
En 1991, la section football arrêta ses activités. La majorité des membres de ce département rejoignirent alors le 1. FC Gropiusstadt qui prit le nom de Polizei SV Concordia Gropiusstadt.